# Manuel Arteaga
Manuel Arteaga (Maracaibo, Zulia, Venezuela, 17 de junio de 1994) es un futbolista venezolano que juega como delantero en el Tampa Bay Rowdies de la USL Championship.

## Carrera

### Zulia
Comenzó su carrera con el Zulia Fútbol Club de la Primera División de Venezuela, debutando el 15 de agosto de 2010 en la victoria 4-1 ante el Atlético El Vigía. Más tarde anotaría su primer gol como profesional ante el Deportivo Petare el 20 de febrero de 2011, entrando al 69' y anotando al 85' para darle la victoria 1-0 a su equipo. El 30 de octubre anotó en el empate 2-2 de su equipo ante Estudiantes de Mérida. 
En enero de 2011 fue a realizar pruebas con el Liverpool F. C., aunque finalmente no lograría quedarse en el club. Volvería al Zulia Fútbol Club para en mayo de ese año ir a probar con la Fiorentina, sin embargo, contó con la misma suerte.
Luego de su experiencia en Inglaterra e Italia, esa misma temporada anotó un gol a los 8' para darle la victoria a su equipo 1-0 al vencer a Trujillanos Fútbol Club el 6 de noviembre de 2011. 
En la Primera División de Venezuela 2012-13, marcaría el único gol en la victoria 1-0 ante el Deportivo Anzoátegui el 15 de abril de 2012. También marcaría el primer gol a los 18' ante Yaracuyanos Fútbol Club el 22 de abril, donde su equipo alcanzaría una victoria 2-1 como visitante.

### Parma
El 31 de agosto de 2012, horas antes de que finalizara el período de fichajes, el Parma Football Club anunció que había conseguido hacerse con la cesión con opción a compra del jugador. El 16 de septiembre entra en la convocatoria para un partido ante el SSC Napoli, sin embargo vio la derrota 3:1 de su equipo desde el banco.
A pesar de que el delantero no pudo ver minutos en la primera categoría, fue convocado por las inferiores de dicho equipo donde de 10 partidos que fue convocado logró ser titular 8 veces marcando 3 goles.

### Palermo
El 7 de diciembre de 2015, el club italiano Palermo anunció que había contratado a Artega por 800.000 Euros.

### The Strongest
El Club The Strongest, "Tri-campeón" de la Liga del Fútbol Profesional Boliviano, confirmó el fichaje del jugador para la temporada 2016-2 y 2017-1

## Selección nacional

### Selección de menores
El 13 de marzo]de 2011 hizo su debut en el Campeonato Sudamericano Sub-17 de 2011. Arteaga marcó dos goles a Brasil a los 5' y 8', en la derrota 3-4 de Venezuela. Meses después haría su debut internacional, entrando como suplente, el 7 de agosto de 2011 en un partido amistoso contra El Salvador, perdiendo el partido por 2-1.
En el 2013 es llamado para formar parte de la selección sub-20 con miras a participar en el Campeonato Sudamericano de Fútbol Sub-20 de 2013, donde disputó 4 partidos sin anotar goles.

### Selección de mayores
Realizó su primera aparición con la selección venezolana el 7 de agosto de 2011 en un partido amistoso frente a El Salvador disputado en el Robert F. Kennedy Memorial Stadium de la ciudad de Washington D. C., Estados Unidos.

## Participaciones internacionales

### Campeonato Sudamericano Sub-15
| Sudamericano Sub-15 | Sede    | Resultado    | Partidos | Goles |
| ------------------- | ------- | ------------ | -------- | ----- |
| Sudamericano 2009   | Bolivia | Primera fase | 4        | 2     |

### Campeonato Sudamericano Sub-17
| Sudamericano Sub-17 | Sede    | Resultado    | Partidos | Goles |
| ------------------- | ------- | ------------ | -------- | ----- |
| Sudamericano 2011   | Ecuador | Primera fase | 3        | 2     |

### Campeonato Sudamericano Sub-20
| Sudamericano Sub-20 | Sede      | Resultado    | Partidos | Goles |
| ------------------- | --------- | ------------ | -------- | ----- |
| Sudamericano 2013   | Argentina | Primera fase | 4        | 0     |

## Clubes
| Club                         | País           | Año           |
| ---------------------------- | -------------- | ------------- |
| Zulia F.C.                   | Venezuela      | 2010-2012     |
| Parma                        | Italia         | 2012-2013     |
| Deportivo Anzoátegui         | Venezuela      | 2013-2014     |
| Zulia F.C.                   | Venezuela      | 2014-2016     |
| Palermo                      | Italia         | 2016-2017     |
| Hajduk Split (Cedido)        | Croacia        | 2016          |
| Club The Strongest (Cedido)  | Bolivia        | 2016-2017     |
| Seraing United (Cedido)      | Bélgica        | 2017          |
| Deportivo La Guaira (Cedido) | Venezuela      | 2017-2018     |
| FC Arouca (Cedido)           | Portugal       | 2018-2019     |
| Zamora FC                    | Venezuela      | 2019-2021     |
| Indy Eleven                  | Estados Unidos | 2021-2022     |
| Phoenix Rising               | Estados Unidos | 2022-2023     |
| Tampa Bay Rowdies            | Estados Unidos | 2024-presente |

## Palmarés

### Campeonatos nacionales
| Torneo Apertura  | The Strongest     | Bolivia        | 2016 |
| USL Championship | Phoenix Rising FC | Estados Unidos | 2023 |

### Distinciones individuales
| Distinción                                 | Club     |
| ------------------------------------------ | -------- |
| Máximo anotador del Torneo Adecuación 2015 | Zulia FC |